# أمبريسينتان
أمبريسينتان (Ambrisentan) يعمل كمناهض لمستقبلات الاندوثيلين وهو انتقائي للنمط أ لمستقبلات الاندوثيلين، مما يؤدي إلى انخفاض ضغط الدم داخل الرئتين.

## الاستطباب
لمعالجة ارتفاع ضغط الدم الشرياني الرئوي.

## مضادات الاستطباب
- الحساسية لأي عنصر من المركب.
- الحمل، أو إذا كنتي تخططي لتصبحي حاملاً.
- مشاكل كبدية معتدلة أو حادة.
- نوع معين من مشاكل في الرئة يسمى التليف الرئوي مجهول السبب.

## الجرعة وطريقة الاستعمال

### الجرعة اليومية
فموياً
- الجرعة الأولية الموصى بها هي 5 ملغ مرة واحدة/يوم مع أو بدون الطعام.
- الحد الأقصى: 10 ملغ مرة واحدة/يوم.
- تُؤخذ جرعة 2.5 حتى 10 ملغ/يوم لتحسين القدرة على ممارسة الرياضة.

### طريقة الاستعمال
- مع أو بدون الطعام.

ابتلاع القرص كاملاً، لا يُكسر، ولا ينقسم، ولا يُمضغ قبل البلع.
استعمال الدواء في جدول منتظم للحصول على أكثر قدر من الاستفادة منه.
استمرار اتخاذ الدواء حتى إذا شعرت بتحسن، لا تفوت أي جرعة.

### الجرعة المنسية
- إذا نسيت جرعة من الأمبريسينتان، خذها في أقرب وقت ممكن.
- إذا كان الوقت تقريباً أقرب للجرعة التالية، تخط الجرعة الفائتة وعاود السير على الجدول الزمني الخاص بك للجرعات.
- لا تأخذ جرعتين في وقت واحد.

## الآثار الجانبية
- الآثار الجانبية الشائعة يمكن أن تشمل:

وذمة محيطية،انسداد الأنف، إمساك ، ألم الجيوب الأنفية، بيغ (حرارة، احمرار، شعور بالوخز).
- أخبر الطبيب على الفور إذا كان لديك:

قلق، تعرق، جلد شاحب، ضيق شديد في التنفس، سعال مع مخاط رغوي، ألم في الصدر، سرعة أو بطء في معدل ضربات القلب، تورم القدمين والكاحلين، أو الساقين، تسارع في نبضات القلب أو ترفرف في الصدر، غثيان، آلام في الجزء العلوي من المعدة، حكة، فقدان الشهية، بول داكن، براز بلون الطين، يرقان (اصفرار الجلد أو العينين).

## الحمل
- فئة X: أظهرت الدراسات على الحيوانات أو البشر تشوهات في الجنين، وهناك دليل إيجابي على وجود خطر على الجنين.
- إن المخاطر التي ينطوي عليها استخدام الأدوية للنساء الحوامل تفوق بوضوح الفوائد المحتملة.

## تحذيرات واحتياطات
ينبغي توخي الحذر في:
- المرضى الذين يعانون من تاريخ مرضي للكبد أو ضعف في الكلى.
- وانخفاض عدد الحيوانات المنوية.
- احتباس سوائل.
- خلال الرضاعة الطبيعية.
- رصد وظيفة الكبد، والدم بانتظام في حين أخذ هذا الدواء.
- تجنب الجرعة الزائدة، والانسحاب المفاجئ.

## الحفظ والتخزين
في وعاء محكم الإغلاق، في درجة حرارة الغرفة (25 درجة مئوية).